# جوهر الصقلي
جوهر الصقلي، أبو الحسين جوهر بن عبد الله، (صقلية 928 - القاهرة 28 يناير 992)، ويعرف أيضاً باسم جوهر الرومي وكان أهم وأشهر قائد في التاريخ الفاطمي، فهو مؤسس مدينة القاهرة الفاطمية وباني الجامع الأزهر وهو من أقام سلطان الفاطميين في الشرق وهو من ضم بلاد المغرب ومصر وفلسطين والشام والحجاز إلى الدولة الفاطمية وينسب جوهر الصقلي للشيعة والمعروف أن الفاطميين ينسبون إلى الشيعة.
أرسل المعز لدين الله قائد جيشه جوهر الصقلي للاستيلاء على مصر من العباسيين فدخلها وأسس مدينة القاهرة الفاطمية كما أمر جوهر ببناء الجامع الأزهر وببناء قصر كبير للمعز لدين الله.

## سيرته
ولد جوهر في جزيرة صقلية الواقعة في البحر المتوسط حوالي 316 هـ/ 928 ميلادي ونسب إليها وكانت صقلية في تلك الفترة إمارة فاطمية. جلب صغيرًا إلى المهدية أيام حكم المنصور بالله الفاطمي وتربى تربية عسكرية وانتظم في سلك الجيش وترقى فيه حتى أصبح بعد ذلك قائد القوات الفاطمية في عهد المعز لدين الله وسرعان ما أثبت جوهر كفاءته بأن ضم مصر التي كانت تحت حكم الإخشيديين وسلطان العباسيين إلى سلطان الفاطميين.

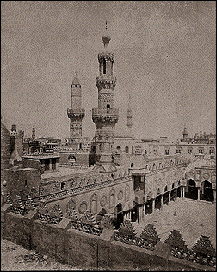
صورة قديمة للأزهر

ولما استقر جوهر بمصر أنشأ مدينة القاهرة عام 969 بأمر من الخليفة المعز لدين الله بهدف جعلها عاصمة للدولة الفاطمية كما أمر ببناء الجامع الأزهر ليكون مركزاً علمياً ودينياً عالمياً. ثم سيّر عسكراً إلى دمشق وغزاها فملكها. ووصلت البشارة إلى مولاه المعز بأخذ البلاد وهو في إفريقية في نصف شهر رمضان المعظم، ويدعوه إلى المسير إليه، ففرح فرحاً شديداً، ومدحه الشعراء فمن ذلك محمد بن هانىء الأندلسي من قصيدة:
حكم جوهر الصقلي مصر أربع سنوات نيابة عن الخليفة الفاطمي، وبعد وصول المعز إلى القاهرة لم يعهد إليه بمهمة جديدة حتى ظهور خطر القرامطة في بلاد الشام فاستعان المعز لدين الله به سنة (364هـ= 974م) لقتالهم، وعندما توفي المعز عام 365 هجرية، تولى الخلافة من بعده العزيز، وفي عهده استولي أفتكين من البويهيين علي دمشق وطرد حاكمها من قبل الفاطميين ريان الخادم وجعل الخطبة في بلاد الشام للخليفة العباسي بعد أن كانت للخليفة الفاطمي، فقرر الخليفة العزيز أن يستعين بجوهر الصقلي لاستعادة ملكه في الشام، فخرج جوهر الصقلي ليستعيد دمشق وحاصرها سبعة أشهر، فأرسل أفتكين إلي الحسين بن أحمد من القرامطة لينضم إليه في قتال الفاطميين فأجابه وسار بجيش إلي دمشق. لما وجد جوهر نفسه أمام جيشين، جيش أفتكين وجيش القرامطة ، فضل الرجوع إلي مصر ، فما كان من أفتكين والحسين القرمطي إلا أن طمعوا في هزيمته فأتبعوه وتقابلوا عند مدينة الرملة في فلسطين، فأرسل جوهر إلى الخليفة العزيز يطلب منه دعماً عسكرياً، فخرج الخليفة العزيز بالله بنفسه في جيش عظيم استطاع به أن يهزم أفتكين والقرامطة ويشتت شملهم ويستعيد دمشق سنة 368 هجرية

## وفاته
في شهر ذي القعدة من سنة 381 هجرية اعتل جوهر، فعاده العزيز، وأرسل إليه خمسة آلاف دينار، ثم بعث له أيضا الأمير منصور بن عبد العزيز ومعه خمسة آلاف دينار أخرى، وتوفي جوهر سنة 381 هجرية. وقد قام العزيز بإرسال الحنوط والكفن للمتوفى، فكُفن في سبعين ثوباً، ما بين مثقل وموشى بالذهب، ثم صلى عليه العزيز، ودفن بالقرافة الكبرى، وأمر العزيز بترقية الحسين بن جوهر الصقلي، وجعله في رتبة أبيه، ولقبه بالقائد ابن القائد، ومكّنه من جميع ما خلّفه أبوه.

## توحيد بلاد المغرب
في عام 348 هـ أرسل المعز، جيشاً بقيادة جوهر الصقلي إلى المغرب الأقصى بعد أن نقضوا البيعة وأظهروا ولاءهم لأمير الأندلس الأموي، فاحتلت الجيوش الفاطمية مدن تاهرت وفاس وسجلماسة، وألقي القبض على العمال الأمويين في سائر بلاد المغرب ، وتقدموا في البلاد حتى وصلوا إلى سواحل المحيط الأطلسي، فأمر جوهر الصقلي باصطياد الأسماك وجعلها في قلال الماء وإرسالها إلى المعز لدين الله إشارة منه أنه أدى المهمة على أكمل وجه، ولم يرجع القائد جوهر الصقلي إلى مولاه إلا بعد إن أستأصل جميع الفتن في البلاد، ثم عاد جوهر غانماً مظفراً ومعه صاحبا سجلماسة وفاس أسيرين في أقفاص من حديد ودخل بهما القيروان في يوم مشهود.

## فتح مصر وبناء القاهرة
حاول الفاطميون فتح مصر ثلاث مرات سابقة حتى تولي الخلافة الفاطمية في بلاد المغرب الخليفة المعز لدين الله الفاطمي، الذي عزم أن يفتح مصر فجهّز جيشاً عظيماً وصل عدده إلى 100 ألف جندي، وولّي على قيادته جوهر الصقلي وخرج الإمام المعز لدين الله الفاطمي بنفسه لتوديع القائد جوهر الصقلي وأقام أياماً في معسكره وكان يجتمع إلى جوهر كل يوم وخرج إليه يوماً فقام جوهر بين يديه وقد اجتمع الجيش فخاطب الإمام الدعاة الذين سيرهم مع جوهر فقال: «لو خرج جوهر هذا وحده لفتح مصر ولتدخل إلى مصر بالأردية من غير حرب، ولتنزل في خرابات ابن طولون وتبني مدينة تسمى القاهرة» ثم استعرض الجيش وودّع القوّاد والأمراء ولقد وصف ذلك العرض العسكري العظيم الشاعر الإسماعيلي ابن هانئ حيث يقول في قصيدة طويلة تزيد عن 90 بيتاً يقول مطلعها:
زود المعز جيشه بالأموال الوفيرة وما يلزمه في مرحلة السفر، كما دعم الجيش البري عدد من السفن البحرية لترسو على ميناء الإسكندرية وخرجت الحملة في 14 ربيع ثاني سنة 358 هـ/ فبراير 969 م من مدينة القيروان بقيادة جوهر الصقلي ودخل الإسكندرية فسلّمها أهلها بدون قتال. وأدرك أهل الفسطاط أنه لا قبل لهم بصد جيوش الفاطميين فأرسل الوزير جعفر بن الفرات رسولاً من العلويين إلى جوهر الصقلي يطلب منه الأمان، ووافق جوهر وكتب عهداً بنشر العدل وبث الطمأنينة وترك الحرية للمصريين في إقامة شعائرهم الدينية. وفي 17 شعبان دخل جوهر الفسطاط عاصمة مصر وخرج الوزير جعفر بن الفرات وسائر الأشراف والعلماء في استقباله ورحبوا به، وعسكر جوهر في الموضع الذي بنا فيه مدينة القاهرة وهكذا زال سلطان الخلافة العباسية والحكم الإخشيدي في مصر بدون قتال ولا ضربة سيف واحدة وأصبحت مصر ولاية فاطمية في دولة تمتد من المحيط الأطلسي غرباً إلى البحر الأحمر شرقاً.
و بنى جوهر قصرا كبيرا للمعز، بلغت مساحته 70 فدانا فوق أرض بلغت مساحتها 340 فدانا ووصل الخليفة المعز لدين الله الفاطمى إلى مصر في رمضان 362هـ/ يونيو 973م واتخذها مقراً له، وأصبحت مصر منذ ذلك الحين وطيلة حكم الفاطميين دار خلافة بعد أن كانت دار إمارة، وأصبحت القاهرة عاصمة لهذه الدولة.